# Juan Vicens de la Llave
Juan Vicens de la Llave (Zaragoza, 26 de agosto de 1895 - Pekín, 27 de agosto de 1959) fue un bibliotecario español ligado a la Institución Libre de Enseñanza, vocal del Patronato de las Misiones Pedagógicas, y gestor de bibliotecas en el Comité Nacional de Cultura Popular, que murió en el exilio.

## Biografía
Juan Bautista Vicens de la Llave, hijo de un empresario de Zaragoza, estudió filosofía y letras en esa capital aragonesa. Ya en Madrid, fue alumno en la Residencia de Estudiantes, donde hizo amistad con su paisano aragonés, el librero León Sánchez Cuesta, con quien montaría en París la Librairie Espagnole.
En 1926, se casa con María Luisa González, la primera mujer que estudió en la Universidad de Salamanca y con quien tendría dos hijos. En ese año decide invertir el resto de la herencia familiar en la compra de un molino de harina en Cifuentes que convirtió en la Fábrica de Harinas "La Soledad", industria que vendería poco después a los trabajadores de la fábrica por ciento cincuenta mil pesetas (aunque solo cobró una tercera parte en mano). Con ese dinero saneó la situación económica de la librería de París, ampliando su fondo y los servicios de biblioteca circulante en español y en francés, y abrió una sección de papelería. A pesar de todo, Vicens decidió traspasar el negocio en 1933, al no conseguir vender la librería, cuya gestión real quedó en manos de Georgette Rucar, cuñada de Luis Buñuel. Pensionado por la Junta de Ampliación de Estudios, pasa unos meses en Inglaterra y Estados Unidos ampliando sus estudios de Biblioteconomía, que serán determinantes cuando presenta su tesis sobre las bibliotecas modernas en junio de 1936.
Saboteado el proyecto de las Misiones Pedagógicas tras la irrupción de la CEDA en el gobierno de la República y sus consecuencias en el denominado Bienio Negro, y recuperada la acción cultural con la victoria del Frente Popular en 1936, Vicens de la Llave, en esos momentos activo militante comunista, se integró en el conjunto de actividades del Comité Nacional de Cultura Popular. En ese periodo, la gestión de Vicens corre paralela a la de otros colegas como María Moliner, Antonio Rodríguez-Moñino, Tomás Navarro Tomás y Teresa Andrés Zamora.
Al finalizar la guerra civil española, y tras la definitiva victoria del bando sublevado, Vicens partió hacia el exilio. Depurado e inhabilitado en España, en su exilio mexicano compaginó la actividad en el partido comunista, con diversos proyectos de biblioteconomía, desde su puesto en la Escuela Nacional de Bibliotecarios y Archivistas (ENBA), donde ingresó en 1945.
 Murió a la edad de 63 años.

## Instrucciones de uso
Los libros deben ser tratados no sólo con esmero, sino con cariño, porque son amigos que nos proporcionan placer y enseñanza. Hay que hacer que los libros duren, para que otros obtengan con su lectura la misma alegría y el mismo deleite que nosotros hemos tenido.
La encuadernación conserva el libro y muchas veces es, además, bonita. Por esto debe procurarse que no se estropee. Se envían pliegos de papel fuerte para que, el que lo sepa hacer, enseñe a forrar con esmero los libros. El forro es como la blusa de trabajo, que conserva y guarda limpio el traje».
Cuando acabes tu trabajo, lávate las manos y coge el libro que has pedido en la Biblioteca. Busca un sitio tranquilo y lee. Recordarás siempre con placer estos ratos. Guarda luego el libro cuidadosamente hasta que puedas volver a seguir leyendo. Procura que, al devolver el libro, ya leído, esté tan limpio como cuando te lo entregaron.¡Buena idea se tendrá de un pueblo donde los libros se leen mucho y se conservan limpios y cuidados!
Juan Vicens de la Llave (1931) Servicio de Bibliotecas de Misiones Pedagógicas

## Obras
- L'Espagne vivante. Le peuple à la conquête de la culture (París, 1938)
- Cómo organizar bibliotecas (México, 1942)
- Manual del catálogo-diccionario (México, 1942)
- Vicéns, Juan. España viva. El pueblo a la conquista de la cultura. Ed.VOSA, 2002. Traducción de Vladimiro Fernández Tovar. ISBN: 978-84-8218-043-4